# Raúl Porras Barrenechea
Raúl Porras Barrenechea (Pisco, 23 de marzo de 1897-Lima, 27 de septiembre de 1960) fue un diplomático, historiador, catedrático, abogado y ensayista peruano.

## Primeros años
Su padre fue Guillermo O. Porras Osores, hijo de Melitón Porras Díaz y hermano de Melitón F. Porras Osores, que murió durante un duelo en 1899 con Arturo del Campo y Plata, por una trivial discusión. Su madre fue Juana Barrenechea y Raygada, la cual provenía de aristocracia peruana; era hija de José Antonio Barrenechea y nieta de José María Raygada, encargado de la Presidencia (1857-1858). Sus estudios iniciales los realizó en el Colegio San José de Cluny y luego en el Colegio Sagrados Corazones Recoleta, en la Plaza Francia de Lima. Durante sus años escolares demuestra sus dotes de escritor publicando tres cuentos y una traducción del francés en la revista del colegio.

## Vida universitaria
En 1912 ingresó en la Facultad de Letras de la Universidad de San Marcos, de la que se doctoró en Filosofía, Historia y Letras (1928). En esa misma universidad, fue catedrático de Literatura castellana (1928), Historia de la Conquista y la Colonia (1929), Historia diplomática del Perú (1931) y Literatura americana y peruana (1942). 
Paralelamente, debido a la temprana pérdida de su padre, trabaja como amanuense (secretario) en la Corte Suprema de Lima.
Fue uno de los más entusiastas y dinámicos jóvenes que impulsaron el Conversatorio Universitario, integrado por Jorge Guillermo Leguía, Ricardo Vegas García, Manuel Abastos, Guillermo Luna Cartland y Carlos Moreyra Paz Soldán.
En 1918 viaja como delegado estudiantil a La Paz (Bolivia) y al año siguiente a Buenos Aires (Argentina), donde se involucra con las ideas de la Reforma Universitaria. Fue fundador de diversas revistas de literatura, como Alma latina.
Desde 1923 fue profesor de Historia de diversos colegios de Lima, destacando su paso por los colegios limeños Anglo-Peruano (hoy San Andrés), italiano Antonio Raimondi y alemán.

## Actuación pública
En 1922 ingresó al Ministerio de Relaciones Exteriores, en donde fue bibliotecario (1922-1926) y jefe del Archivo de Límites (1926-1931). En 1926 participó como asesor del comité de límites para la Cuestión de Tacna y Arica, y fue secretario de la delegación peruana en el centenario del Congreso de Panamá.
En 1933 fue consejero de la delegación peruana en las conferencias para el Caso de Leticia, en Río de Janeiro. En 1934 se trasladó a España, en donde se dedicó a la investigación historiográfica en archivos y bibliotecas, especialmente en el Archivo de Indias y el Archivo Histórico Nacional. Al año siguiente fue nombrado delegado en el XXVI Congreso de Americanistas, en Sevilla. 
En 1936, se instaló en París y ese mismo año fue designado ministro plenipotenciario y delegado permanente ante la Sociedad de Naciones, cargo que ocupó hasta 1938.
En 1956 fue elegido senador por el departamento de Lima y ese mismo año nombrado primer vicepresidente de su cámara. En 1957, ante la muerte de José Gálvez Barrenechea, asumió la presidencia interina del Senado desde febrero hasta julio. Durante su período senatorial fue miembro de las comisiones de Demarcación territorial, Diplomacia, Educación y Redacción.
En 1958, el presidente Manuel Prado y Ugarteche lo nombró ministro de Relaciones Exteriores, cargo cuyas funciones desempeñó mayormente desde su casa por sus graves afecciones cardíacas. En 1959, al ser recompuesto el gabinete ministerial, el presidente lo mantuvo en su cargo teniendo que jurar en su propia residencia en lugar del Palacio de Gobierno, por haber sufrido un ataque al corazón. Renunció a su puesto en 1960. 
Es memorable su actuación principista en la reunión de cancilleres de la Organización de Estados Americanos donde rechaza el bloqueo a Cuba.
Enamorado de Lima, destaca su conferencia «El río, el puente y su alameda», que se incluye en la famosa Antología de Lima. 
Falleció de un ataque al corazón a las 10 de la noche del 27 de septiembre de 1960, en su casa de Miraflores, que hoy es casa-museo y sede del instituto que lleva su nombre. El gobierno de Fidel Castro envió una ofrenda floral, en memoria de su intervención.

## Obras

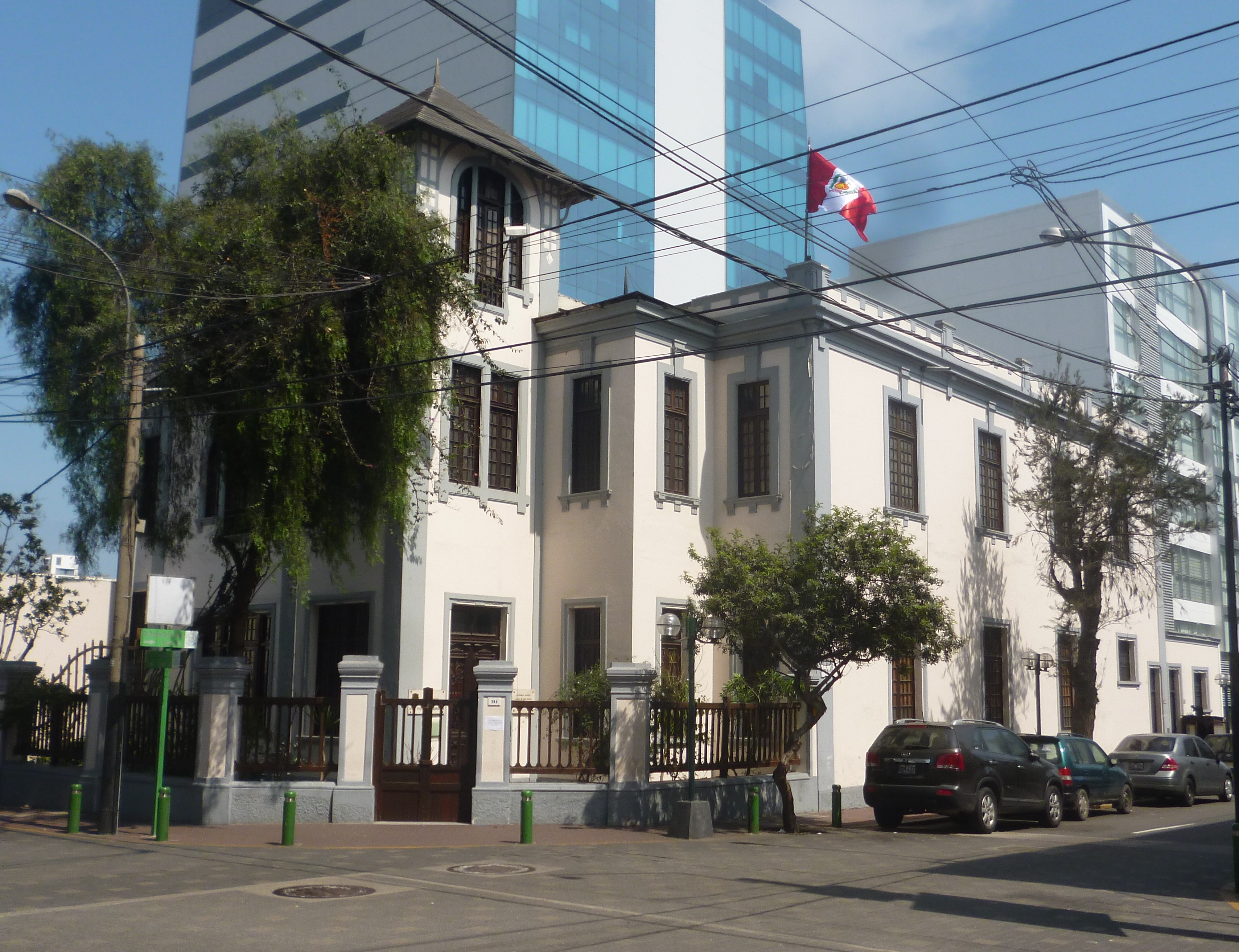
Vista exterior del Instituto Raúl Porras Barrenechea: Centro de Altos Estudios y de Investigaciones Peruanas, creado en memoria del destacado intelectual peruano. Actualmente cumple las funciones de casa-museo, biblioteca especializada y centro de investigaciones.

Es autor, entre otras, de las siguientes obras:
- El periodismo en el Perú. 1921
- Lima. 1924
- Alegato del Perú en la cuestión de límites de Tacna y Arica. 1925
- Historia de los límites del Perú. 1926
- Mariano José de Arce. 1926
- Réplica a la exposición chilena. 2 vols. 1927
- José Antonio Barrenechea. 1928
- Toribio Pacheco. 1928
- El congreso de Panamá. 1930
- Historia de los Límites del Perú: Texto dictado a los alumnos del Colegio Anglo-Peruano de Lima. (Lima: F. y E. Rosay. 1930)
- Pequeña antología de Lima. Madrid. 1935
- El testamento de Pizarro. París. 1936
- Las relaciones primitivas y la indisciplina republicana. (París: Impr. Les Presses modernes. 1937)
- El inca Garcilaso de la Vega (1539-1616) (Lima: Lumen. 1946)
- Relación de la descendencia de Garci Pérez de Vargas (1596). Inca Garcilaso de la Vega. Reproducción facsimilar del manuscrito original con un prólogo a cargo de Raúl Porras Barrenechea. (Lima: Instituto de Historia. 1951)
- El inca Garcilaso, en Montilla, 1561-1614 : nuevos documentos hallados y publicados. (Lima: Instituto de Historia-Editorial San Marcos 1955)
- El paisaje peruano de Garcilaso a Riva Agüero. (Lima: Imprenta Santa María. 1955)
- Cartas del Perú, 1524-1543. (Lima: Sociedad de Bibliófilos Peruanos. 1959)
- Antología del Cuzco. (Lima: Librería Internacional del Perú. 1961)
- Fuentes históricas peruanas: Apuntes de un curso universitario. (Lima: Instituto Raúl Porras Barrenechea. 1963)
- Los cronistas del Perú. (Lima: Sanmartí Impresores. 1962)
- Pizarro (Lima: Editorial Pizarro. 1978)
- San Marcos, la cultura peruana (Lima: Fondo Editorial UNMSM, 2010)
- Pequeña antología de Lima/ El nombre del Perú (2005) Orbis Ventures S.A.C. Lima ISBN 9972-205-92-4